# 카를로마누스 바바리아이

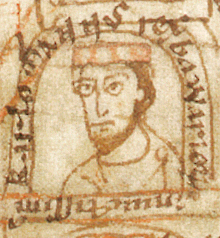
카를로마누스 바바리아이 (12세기 작)

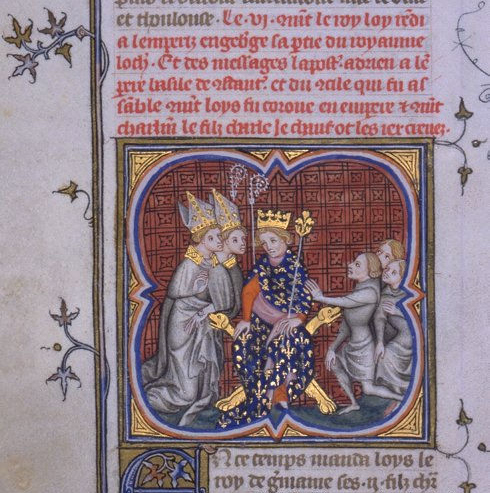
아버지 독일왕 루트비히와 카를만, 소 루트비히, 카를 3형제를 묘사한 그림

카를로마누스 바바리아이(라틴어:Karlomannus Bavariae) 또는 카를만 또는 카를로만(Carloman, 독일어: Karlmann, 820년/828년 ~ 880년 9월 21일 또는 3월 22일, 9월 29일, 11월 29일)은 독일왕 루트비히의 세 아들 중 맏아들로 855년부터 케른텐 공작, 856년 판노니아(Pannonia)의 변경백, 바이에른의 공작이 되었고 864년부터는 바이에른의 왕이 되었다. 876년 독일왕 루트비히 사후 바이에른의 왕, 877년부터는 이탈리아 왕이었다. 네우스트리아와 부르군트의 군주 카를로만 2세도 독일의 군주로 간주할 경우 그를 카를만 3세로도 부른다. 그가 살아있을 때 불리던 이름은 카롤로만니(Carolomanni)였다.
사촌 형 이탈리아인 루트비히로부터 후계자로 내정되었지만 그의 배다른 삼촌이자 이종사촌형인 서프랑크의 왕 대머리 카를 2세에게 신성 로마 제국 황제관을 강탈당했다.
독일왕 루트비히의 장남으로, 황제 아르눌프의 아버지이다. 그는 자신의 아버지 독일왕 루트비히에 의해 856년 판노니아 후작에 임명되고, 863년 바이에른의 왕에 봉해졌다. 그러나 카를만은 861년, 863년, 864년 아버지 독일왕 루트비히에 대해 반란을 기도하다가 실패하였다. 869년에는 모라비아 인들과의 전쟁에 참여하였고, 875년 8월 황제인 이탈리아의 루트비히 2세에 의해 후계자로 내정되었으나 서프랑크의 대머리 카를이 제관을 차지하였다. 카를만은 875년부터 이탈리아의 왕위를 요구하였지만 질병으로 이탈리아 원정을 할 수 없었고, 877년에야 이탈리아 왕관을 차지하였다. 877년 대머리왕 카를이 죽자 이탈리아로 가서 황제관을 요구하였으나 교황은 그에게 제관수여를 거부하였다. 877년부터 879년 사이 그는 뇌졸중에 걸려 무기력해졌고, 880년 와병중이던 그는 동생 소루트비히와 카를에게 영토를 넘기고 물러났다. 뇌졸중으로 사망하였다.
그는 신성 로마 제국의 황제로 공인받는데도 실패했고, 적자를 얻는데도 실패하였지만 그의 서자 아르눌프는 동프랑크 왕국의 왕위와 신성 로마 제국의 제관을 수여받는다.

## 생애

### 생애 초반

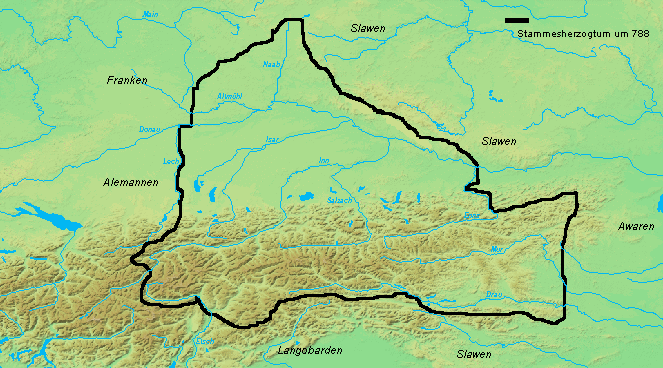
바이에른

카를로만은 828년 또는 820년 무렵 바이에른의 왕인 독일왕 루트비히와 아르톨프 백작의 구엘프 1세의 딸 바이에른의 엠므의 아들로 태어났다. 그러나 그의 정확한 출생일은 알려져있지 않다. 카를로만에게는 동프랑크의 소 루트비히와 비만왕 카를 3세 등의 형제들이 태어났다. 배다른 삼촌이기도 한 서프랑크 왕국의 대머리왕 카를 2세는 그의 이복 삼촌이면서 어머니 쪽으로는 이종사촌이었다.
그와 같은 이름의 종고조부 카를로만 1세는 741년, 후일 그가 다스릴 보름스 지역을 통치한 바 있다. 그가 태어날 무렵인 828년 그의 할아버지 경건왕 루트비히 1세는 카란타니아(Carantania)를 병합하는데, 이는 후일 카를만과 그 아들 아르눌프가 다스리는 케른텐 공작령이 된다. 카를로만은 840년 할아버지 경건왕 루트비히가 죽자, 840년부터 843년 독일왕 루트비히, 로타르 1세, 대머리 카를 사이에 벌어진 제국 분할 전쟁(시민 전쟁)에 아버지 독일왕 루트비히를 따라 군사를 이끌고 참전하기도 했다. 이때 그는 바이에른과 알레만니아의 사령관 직함을 달고 있었다. 842년 카를로만은 독일왕 루트비히와 대머리 카를의 로타르 1세를 상대로 한 전쟁에서 지휘관으로 활약하며 842년 보름스 지역을 점령하기도 했다. 프랑크 왕국의 성직자 출신 역사가 말더듬이 노트커 주교는 어떤 이유인지는 모르나 카를로만의 군대를 잔인하다고 혹평을 내리기도 했다.

### 청년기
840년 무렵 카를로만은 바이에른 백작 라톨드(Ratold)의 딸이자, 백작 지기하르트(Sigihard)의 처제인 리트빈데와 정을 통하였다. 이는 서프랑크 왕국 측에도 전해진 듯 하며 서프랑크의 가톨릭 성직자가 쓴 문헌에도 불법적인 관계라고 나타난다. 이는 부왕의 허락을 받지 않은 그의 첫 독립적인 행동이기도 하다. 이후 그는 바이에른과 가깝게 지냈고, 850년을 전후하여 아들 케른텐의 아르눌프가 태어난다. 860년 무렵 그의 다른 동생인 루트비히 3세의 사생아 위그 등 다른 형제들의 사생아 역시 할아버지이기도 한 독일인 루트비히의 코블렌츠 궁정으로 불러들여, 양육한다.
리트빈데는 바이에른의 백작인 노드가우의 에르네스트(Ernst, 879년 8월 8일 사망)의 여동생이었는데, 861년 카를로만은 다시 같은 이름을 가진, 바이에른 백작 에르네스트와 이르멘가르트의 딸 리트빈데와 결혼하였다. 일설에 의하면 아르눌프의 생모는 에르네스트의 여동생이 아니라 이때 결혼한 에르네스트의 딸이 그의 생모라는 설도 있다. 리트빈데의 아버지는 노스가우의 변경백을 지낸 에르네스트이고 어머니는 프로멘 출신 프레데부르가(Fredeburga)였다. 카를로만의 정비 이르멘트루드에게는 자식이 없었고, 정부였던 리트빈데는 아르눌프와 헤드비가(Hedwiga, 854~?) 남매를 낳아 주었다. 카를만은 861년을 전후한 무렵, 카를로만은 아들 아르눌프를 사생아에서 적자로 올려주고자 이르멘트루드와 이혼하고 리트빈데와 결혼하였다.

### 군사 활동과 쿠데타 기도
848년 그는 동로마 제국의 슬라브인 지휘관 프리비나(Pribina)가 바이에른 국경을 침공하자 이를 방어하는데 성공하였다. 848년 10월 카를로만은 아버지 독일인 루트비히가 레겐스부르크의 의회에 참석했을 때 동행, 바이에른 국경 방어의 공로로 상금을 받았다.
855년 동프랑크 왕국의 판노니아 변경의 변경백 라트보트(Radbod)는 불성실함으로 지위를 잃게되자, 동프랑크의 종주권을 인정하던 대모라바 왕국(Moravia)의 공작 라스티슬라프(Rastislav)도 반란을 일으켜 영지를 잃게 됐다. 856년 아버지 독일인 루트비히는 라디스슬라프를 파면하고 그 자리에 카를로만을 케른텐 공작에 임명하여 파견했다. 856년 판노니아(Pannonia)의 변경백(Margraves)이 되어 케른텐의 공작과 판노니아의 변경백을 겸하며 왕국의 동남부를 통제했다. 그러나 아버지 독일인 루트비히는 그에게 군사권 이외의 권리는 일부만을 넘겨주어, 자신의 재가를 받게 하였다.
858년 라체슬라프는 카를로만에게 많은 양의 금과 보물을 뇌물로 바쳐왔고, 그는 이를 받았다. 860년 무렵 독일인 루트비히는 이복 동생 대머리 카를의 서프랑크 영토를 공격했다가 실패하고 심각한 위기에 직면하였다. 동프랑크 왕국의 동부 국경지대를 관리하던 카를로만은 모라비아의 라디슬라프 대공 및 일부 콘라디안 가문 귀족들과 협력하여, 아버지 독일인 루트비히에 대해 반란을 일으켰다. 그는 포로로 잡혔지만 다시 동부지역의 이민족 군사들이 그를 탈옥시켜 바로 도망 칠 수 있었다. 861년 케른텐 백작 파보(Pabo) 등 케른텐의 군사를 이끌고 아버지 독일인 루트비히에 대해 반란을 일으켰다. 카를로만은 판노니아 후작 리하르트(Richart), 케른텐 백작 파보, 케른텐 후작 군다카르(Gundacart) 등을 부관으로 삼아 베를린을 침공했다. 아버지 독일인 루트비히는 세 아들에게 나눠줄 영토를 바이에른, 작센, 알레만니아로 삼분하고, 아들들을 각자 현지의 유력인사의 딸들과 결혼시켰다. 그러나 카를로만의 본부인의 이름은 현재 전하지 않는다. 862년 카를로만은 아버지의 승인 없이 독자적으로 바이에른 밖의 부족들을 정벌하여 영토를 확장하려 했으나, 게르만 전사들에게 패배하고 돌아왔다.

### 케른텐 공작과 바이에른의 왕

876년 무렵의 프랑크 왕국의 영토, 붉은 색은 대머리왕 카를 2세, 분홍색은 뚱보왕 카를 3세, 녹색은 소루트비히의 영토이고, 보라색이 876년 당시 카를만의 영토였다.

861년과 863년, 864년 아버지에 독일왕 루트비히에 대항하여 반란을 일으켰는데 곧 그의 동생들 소 루트비히와 뚱보 카를도 아버지에게 반란을 일으켰다. 한편 아버지 독일왕 루트비히는 863년 아들의 반란을 두려워하여 케른텐의 그의 영지를 침공했다. 독일인 왕 루트비히는 비밀리에 군다카르에게 사자를 보내 협상, 군다카르는 자신의 군사를 이끌고 독일인 루트비히에게 갔고 카를로만은 군다카르를 해임하고 케른텐을 직접 차지하였다.
863년 판노니아 변경백직에서 해임되었다. 그를 판노니아 변경백에서 해임한 아버지 독일인 루트비히는 빌헬름 등의 관료를 파견하는 한편 모라비아 부족장 엔겔샬크 등을 판노니아 변경백에 임명하여 그를 견제했다. 864년 독일왕 루트비히는 아들들과의 반란에 시달리면서 세 아들에게 영토를 나누어 주었는데 카를만에게는 바이에른, 케른텐, 판노니아, 보헤미아와 모라비아를, 소 루트비히에게는 작센과, 뚱보 카를에게는 슈바벤을 주었다. 865년 그는 프랑크푸르트에서 바이에른의 왕으로 즉위하였다. 그러나 카를만과 삼형제를 지원한 많은 동프랑크의 귀족들은 처벌받았다.
866년 카를로만은 영토 분할이 마음에 들지 않는다 하여 케른텐 후작 군다카르 등을 이끌고 반란을 일으켰다가 진압되었다. 869년 동프랑크 왕국의 종주권을 거부하는 모라비아를 상대로 전쟁을 벌였다. 5년간의 교전 끝에 874년 모라비아의 부족장들은 동프랑크 왕국의 종주권을 인정하였다.
한편 865년 무렵부터 그는 이탈리아의 귀족들로부터 이탈리아의 정국에 대한 모종의 정보를 접했고, 신성로마제국의 루트비히 2세가 죽었다는 소식을 듣고 소 루트비히와 뚱보 카를 등과 함께 이탈리아로 갔다. 그러나 이탈리아의 루트비히가 죽었다는 소문은 거짓 헛소문으로 드러났다. 카를만은 이탈리아 입구에서 말머리를 돌려 모라비아를 원정했다. 모라비아 전쟁에서 승리하지 못했지만 결국 라디슬라프에게 프랑크 왕국의 종주권 인정을 얻어냈다. 그 무렵부터 그는 사촌 형 이탈리아인 루트비히에게 후계자가 없는 것을 주목, 카를만과 그의 아버지 독일인 루트비히는 이탈리아와 황제관을 원하게 된다. 871년 빌헬름과 엔켈샬크에게 판노니아 변경백직을 양도하였다. 874년 아버지 독일인 루트비히는 외교를 통해 신성로마제국의 루트비히 2세를 설득, 그로부터 카를만을 후계자로 지명받게 되었다.
875년 8월 이탈리아인 루트비히가 죽고, 그해 12월 이탈리아의 루트비히가 죽었다는 소식이 동프랑크로 전달되자, 아버지와 세 아들의 전쟁은 끝났다. 독일왕 루트비히는 큰 아들 카를만을 신성 로마 제국 황제의 자리에 앉히려고 했으나 실패했다. 아버지 독일인 루트비히와 카를로만, 뚱보 카를은 신성 로마 제국 황제의 제관을 로마 교황청에 요구하였다. 당시 로마는 시칠리아섬에 상주해 있던 무슬림 군대에게 시달림당하고 있었다.

### 바이에른과 이탈리아의 왕

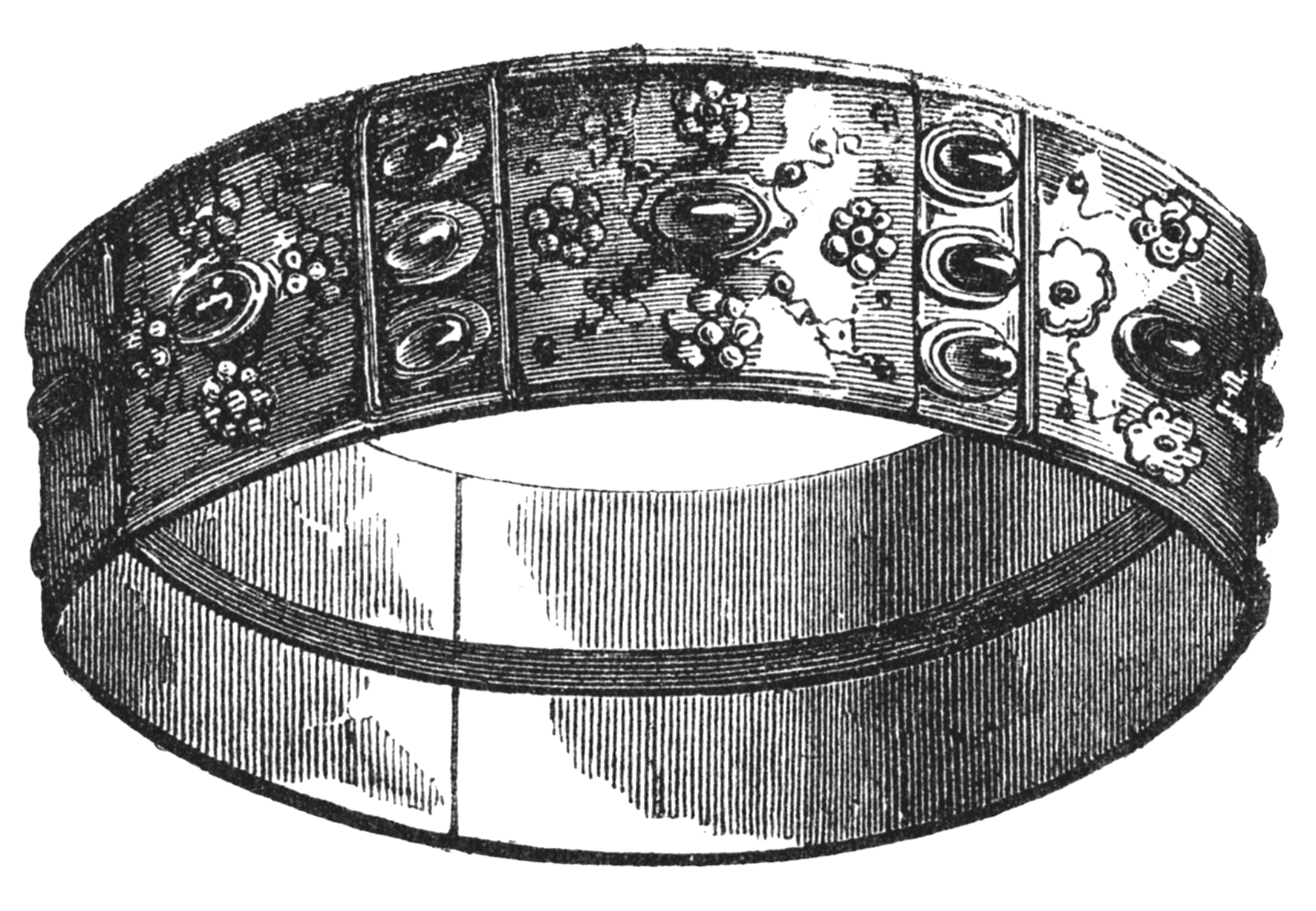
랑고바르드의 철관

875년 8월 황제 이탈리아인 루트비히 2세는 죽을 때 유언으로 카를만을 후계자로 지명하였지만, 대머리왕 카를이 군사를 이끌고 재빨리 알프스산맥을 넘어가 그가 받을 자리를 교황 요한 8세의 지지를 받아 제위에 올랐다. 876년 독일왕 루트비히는 다시 대머리 카를과의 전쟁을 준비하던 중에 죽었다. 카를만은 이탈리아인 루트비히 2세 사후 바로 이탈리아로 군대를 이끌고 카사우리아의 산 클레멘테로 진격해 갔다. 그러나 카를 2세는 이탈리아에 금과 은과 보석에, 큰 금액의 돈으로 교황을 매수했다고 한다. 바로 대머리 카를은 군사를 이끌고 알프스산맥을 넘어 제관을 차지했다. 카를만은 카사우리아의 성 클레멘테 수도원에서 자신이 이탈리아인 루트비히의 합법적 후계자이며 정당한 이탈리아의 왕임을 선언하고, 대머리 카를이 이탈리아 왕위와 황제위를 약탈했다고 선언했다. 이후 카를만은 로트링겐, 서프랑크와 이탈리아를 공격하였다. 카를만은 교황청의 호의를 얻기 위해, 각 지역별 주교구 주교들의 관할과 권한을 확장해주기도 했다.
아날 연대기에 의하면 이때 대머리 카를은 카를로만을 이탈리아에서 퇴각시키는 조건으로 막대한 양의 금과 은과 보석을 제공했다 한다.
즉위 초 그는 왕국의 동부를 침략한 마자르 족을 격퇴하여 국경 밖으로 몰아내고, 그들의 근거지를 소탕하였다. 876년 8월 이탈리아를 다스리던 황제 루트비히 2세가 죽자 베렌가리오 1세를 비롯한 이탈리아 북부의 귀족들은 카를로만을 왕으로 받들었다. 그러나 교황 요한네스 8세는 그에게 황제관 수여를 거부했다.
876년부터 878년까지 칼를롤만은 공공연히 이탈리아의 왕위를 주장하며 이탈리아의 북부와 서프랑크의 로렌을 침공하였다. 한편 대머리 카를은 876년 이탈리아의 스폴레토와 카메리노 공작령을 차지한다. 카를만은 카를의 스폴레토, 카메리노에 교황 요한네스 8세의 관할 권한을 부여해주기도 했다. 877년 10월 대머리 카를이 죽은 뒤 카를로만은 낭트의 람베르트와 구이도 3세를 상대로 스폴레토 등의 권리를 주장했다. 동시에 카를만은 바이에른의 외팅(Ötting)에서 궁궐과 수도원을 새로이 건립하였으며, 성모상 및 초기 게르만 포교 선교사들의 유물을 기증하였다. 그는 또 자신의 부왕 루트비히 독일인이 총애했던 언어학자 겸 철학자 발도(Baldo)를 초빙하여 수도원장에 임명하였다.
카를로만은 밀라노와 파비아에서 자신의 명의로 된 데나리온 동전을 발행하도록 지시했다. 밀라노에서 주조 된 것들은 일반적으로 CARLOMAN REX 라는 문장이 새겨진졌고, 파비아의 것들은 HCARLEMANNVS RE로 새겨졌다.

### 생애 후반
877년 알퇴팅 수도원을 설립하였는데 그는 사후 이곳에 안치된다.
877년 10월 카를 대머리 황제가 브리데레벵 근처에서 갑자기 죽자, 그는 바로 군사를 이끌고 알프스산맥을 넘어 파비아에서 이탈리아의 왕이 되었고, 로마로 와 다시한번 신성 로마 황제의 자리를 노렸으나 교황 요한네스 8세는 카를로만에게 황제의 제관을 씌우는 것을 주저했다. 베로나에 체류 중 그는 갑작스러운 병을 얻어, 일시적으로 쓰러졌다. 쓰러진 그는 다시 베로나에서 퇴각, 알프스산맥을 넘어 오툉으로 회군하였다. 그해 그는 갑작스럽게 뇌졸중으로 불구가 되었고, 877년 11월 몸에 마비되기도 하였다. 879년까지 그는 뇌졸중으로 무기력한 처지에 놓이게 되었다. 카를만은 결국 동생들에게 영토를 나누어 주었다. 이때 작센을 다스리던 소 루트비히에게는 바이에른과 튀링겐을, 알레만과 독일 남부를 다스리던 비만왕 카를에게는 이탈리아의 왕위를 물려주었다. 878년 백작 이르멘페르트(Ermenpert)와 일부 병사들이 카를만을 암살하려 했다가 발각, 체포되었다. 이르멘페르트는 바로 서프랑크의 말더듬이 루이에게로 도피했다.
879년 카를로만은 파비아의 코르테올로나의 궁전에서 성 크리스티나 수도원에 자신이 소유한 코르테올로나 일대의 땅을 기부하였다.
879년 무렵 그는 건강상의 이유로 더 이상 통치가 불가능했다. 아날레스 연대기에 의하면 이때 카를만은 목소리를 잃었다 하며, 다만 여전히 글로 의사 소통을 할 수 있었다 한다. 879년 6월 7일의 편지에서 교황 요한네스 8세는 말더듬이 루이가 이탈리아로 오도록 설득하지 못하자 이전에 거부했던 카를로만에게 이탈리아로 오도록 호소했다. 그러나 카를로만의 병은 심해져서 바로 답을 주지 못했다.
879년 7월 카를만은 이탈리아로 편지를 보내 말더듬이 루이에게 황제관을 준 교황 요한네스 8세를 설득했지만, 설득에 실패했고 교황은 제관 수여를 거부했다. 879년 말 그는 뇌졸중이 심해져 반신불수가 되었지만, 프룸의 레기노 주교에 의하면 여전히 대화는 가능했고, 글씨는 직접 쓸 수 있었다고 한다. 880년에 외팅겐에서 뇌졸중과 마비증후군 등의 합병증으로 사망했는데, 일설에는 3월 22일에 사망했다고 하고, 루벤세스(Iuvavenses) 연대기에 의하면 9월 21일에 사망했다고 한다. 11월 29일에 사망했다는 설도 있다.

### 사후
그는 자신의 백성에게 온화하고, 적들에게 끔찍하고, 대화에 능숙했으며, 겸손으로 단장한 군주였다 한다. 9세기 말의 연대기 작가 프륌의 레기농의 연대기에 의하면 카를로만은 "정의롭고 평화 롭고 명예로운 특별한 왕"이라 한다. 그러나 반대로 호전적인 군주였다는 평도 있다.
그의 사후 이탈리아의 국왕들은 다른 지역의 군주들이 겸임하는 이름뿐인 직위로 전락, 각 지역의 토호, 제후들이 지역의 실력자로 난립했다. 이후 이탈리아의 귀족들은 서로 랑고바르드의 철관을 차지하기 위해 서로 나서면서 혼란기가 된다.
그의 유골은 뮌헨 동쪽, 자신이 세운 알퇴팅 성당 바닥에 안치되었으며, 바닥과 연결된 그의 석관에는 라틴어로 쓰여져 있다.

## 가계
- 부왕 : 독일왕 루트비히, 루트비히 2세 : 동프랑크의 왕(843~876), 바이에른의 왕(817~875)
- 모후 : 엠마 드 바이에른(802~876)
  - 누나 : 바이에른의 힐데가르트
  - 남동생 : 프랑크의 루트비히 3세,소 루트비히(835~882) : 동프랑크의 왕, 작센의 왕(876~882)과 바이에른의 왕(880~882)
  - 남동생 : 카를 3세,뚱보왕(비만왕) 카를(839~888) : 독일왕, 이탈리아왕, 프랑스왕, 신성로마황제(881~888)
  - 여동생 : 이르멘가르트(Irmangard), 소 루트비히 2세, 이탈리아의 루트비히2세 신성로마 황제와 결혼
  - 여동생 : 기셀라(Gisela of Franks), 슈바벤의 베르크톨드(Berchtold), 베르톨(Berthold, 841~912?)와 결혼
  - 여동생 : 베르타(Bertha of Franks, 877년 사망)

- 장인 : 로타르 1세 : 신성로마황제(840-855), 중프랑크왕(818-855)
- 장모 : 이르멘가르트
  - 처남 : 로타르 2세(835~869), 로타링기아의 왕
  - 처남 : 프로방스의 샤를(?~863), 부르고뉴와 프로방스의 왕(856~863)

- 부인 : 이르멘가르트, 숙부 로타르 1세의 딸이자 사촌여동생
- 부인 : 리트빈데(Litvinde, 825~890년 3월 9일), 정식결혼이 아님
  - 아들 : 아르눌프 폰 케른텐(850~899) : 동프랑크의 왕(887~899), 신성로마황제(896~899)
    - 손자 : 츠벤티볼트(870~900)
    - 손자 : 유아왕 루트비히(899~911)
    - 손자 : 라톨트(886(?)~929)
    - 손녀 : 글리스무트

  - 딸 : 헤드비가(Hedwiga, 854(?)~?)

- 기타
  - 유디트 드 바이에른, 모후 엠므의 자매이자 할아버지 경건왕 루트비히의 후처로 계조모가 되기도 한다.
    - 카를 2세(823 - 877), 이복 삼촌이자 이종 사촌

## 같이 보기
- 루트비히 3세
- 카를 3세
- 아르눌프
- 츠벤티볼트
- 콘라두스 1세
- 유아왕 루트비히